# تيرونوفوجي هارو
تيرونوفوجي هارو (اليابانية: 照 ノ 富士 春雄، من مواليد 29 نوفمبر 1991 باسم جانتولجين غان إردين (المنغولية: Гантулгын Ган-Эрдэнэ) مصارع سومو ياباني محترف من أولان باتور، منغوليا، يلعب لصالح مستقر إيزغهاما، دخل السومو الاحترافي في يناير 2011 وحصل على بطولة دوري الدرجة الثانية جوريو في أول ظهور له باعتباره سيكيتوري في سبتمبر 2013، ثم حصل على بطولة قسم ماكوتشي الأعلى في مايو 2015، بعد 25 بطولة فقط من ظهوره الاحترافي لأول مرة، وهذا يعتبر ثالث أسرع سجل بطولات بعد مصارع السومو أساشوريو أكينوري ومصارع السومو تاكانوهانا كوجي بسجل 23 بطولة. وقد أكسبه ذلك ترقيته إلى ثاني أعلى رتبة للسومو من أوزيكي.
حصل تيرونوفوجي هارو على الجنسية اليابانية في 4 أغسطس 2021.